# Les Cadavres exquis de Patricia Highsmith
Pour les articles homonymes, voir Cadavre exquis (homonymie).
Les Cadavres exquis de Patricia Highsmith (Chillers/Mistress of suspense/Patricia Highsmith's Tales) est une série télévisée franco-britannique en douze épisodes de 52 minutes, créée d'après les romans de Patricia Highsmith et diffusée sur M6 à partir du 14 avril 1990.

## Historique
La série est une coproduction entre l'Angleterre (Crossbow films), et la France (Vamp Productions et M6). Les Cadavres exquis de Patricia Highsmith est la conséquence des quotas de production française imposés à la fin des années 1980. M6 coproduira ainsi plusieurs séries dont L'Étalon noir, Croc-Blanc et Highlander.
La double nationalité du projet entraîne des contraintes, surtout pour les français parfaitement bilingues obligés de tourner en anglais. D'où un problème lors de la diffusion en France où, parfois doublés par eux-mêmes, les acteurs français sont desservis par cette manipulation. M6 n'étant pas des plus exigeantes en matière de doublage. Ces multiples contraintes ont suscité la colère du réalisateur Maroun Bagdadi, pour l'obliger à « des sacrifices trop lourds pour que l'expérience reste intéressante ». Il voyait dans l’Épouvantail, pourtant l'un des meilleurs de la série, son film le moins abouti, et s'était bien juré de ne jamais recommencer dans ces conditions.
La post-production a été houleuse : le créateur de Vamp productions en 1986, Jean-Daniel Verhaeghe, a quitté le navire qu'il a laissé sans capitaine le temps que Serge Moati le reprenne.

## Synopsis
Cette série est une anthologie d'histoires policières adaptées de romans de Patricia Highsmith. Chaque épisode est introduit et conclu par Anthony Perkins qui parle en français, sans être doublé.
Plusieurs histoires de suspense, une comédie de mœurs grinçante, un drame paysan et quelques belles descriptions de névroses : les douze nouvelles de Patricia Highsmith adaptées pour le petit écran composent une carte assez complète de ces territoires de l'inquiétude.

## Épisodes
(Sauf indication contraire, les informations mentionnées sont issues de la base de données IMDb).
| Épisode | Titre                          | Titre                           | Réalisé par :                    | Diffusion       | Coffret DVD |
| ------- | ------------------------------ | ------------------------------- | -------------------------------- | --------------- | ----------- |
| Ep1     | La Proie du chat               | The Cat Brought It In           | Nessa Hyams                      | 7 janvier 1992  | Volume 2    |
| Ep2     | Époux en froid                 | Sauce for the Goose             | Clare Peploe                     | 29 juillet 1991 | Volume 2    |
| Ep3     | Pour le restant de leurs jours | Old Folks at Home               | Peter Kassovitz                  | 14 avril 1990   | Volume 1    |
| Ep4     | L'amateur de frissons          | The Thrill Seeker               | Roger Andrieux et Mai Zetterling | 9 juin 1990     | Volume 1    |
| Ep5     | La ferme du malheur            | The Day of Reckoning            | Samuel Fuller                    | 26 mai 1990     | Volume 1    |
| Ep6     | Puzzle                         | Puzzle                          | Maurice Dugowson                 | 12 mai 1990     | Volume 1    |
| Ep7     | L'Épouvantail                  | Slowly, Slowly in the Wind      | Maroun Bagdadi                   | 28 avril 1990   | Volume 1    |
| Ep8     | Un curieux suicide             | A Curious Suicide               | Robert Bierman (en)              | 2 juin 1990     | Volume 2    |
| Ep9     | Passions partagées             | A Bird Poised to Fly            | Damian Harris                    | 25 août 1992    | Volume 2    |
| Ep10    | Le Jardin des disparus         | The Stuff of Madness            | Mai Zetterling                   | 12 août 1991    | Volume 2    |
| Ep11    | Sincères condoléances          | Under a Dark Angel's Eye        | Nick Lewin                       | 26 mars 1992    | Volume 2    |
| Ep12    | Légitime défense               | Something You Have to Live With | John Berry                       | 16 juin 1990    | Volume 1    |

## Distribution
- Anthony Perkins : le présentateur

Épisode 1
- Edward Fox : Michael Herbert ;
- Michael Hordern : Colonel Eddie Phelps ;
- Bill Nighy : Tom Dickenson ;
- Rosalind Ayres : Gladys Herbert ;
- Amelia Shankley : Phyllis ;
- Francesca Hall : Mary ;
- Richard Goodfield : Peter ;
- Concha Hidalgo (es) : Maria.

Épisode 2
- Ian McShane : Steven Castle ;
- Gwen Taylor (en) : Olivia Emery ;
- Benjamin Whitrow : Mr Emery.

Épisode 3
- Brigitte Fossey : Sylvia ;
- Jean-Pierre Bacri : Luc ;
- Odette Laure : Rose ;
- Llewellyn Rees (en) : Fred ;
- Caroline Chaniolleau (de) ;
- François Domange ;
- Rebecca Potok.

Épisode 4
- Jean-Pierre Bisson : André Delaroux ;
- Marisa Berenson : Professeur Rebecca Vernay ;
- Charlotte de Turckheim : Lydia Savigny ;
- Katrine Boorman : Martine Moreau ;
- Josiane Stoléru : Mrs Delaroux ;
- Denis Seurat : Policier ;
- Lucie Airs : Michelle Delaroux ;
- Maryline Even : Policière (comme Marylin Even) ;
- Jean-Luc Porraz : Inspecteur ;
- Serge Molitor : Journaliste.

Épisode 5
- Assumpta Serna : Hélène ;
- Cris Campion : Jean Arnaud ;
- Philippe Léotard : André Arnaud ;
- Samantha Fuller : Suzanne ;
- Manuel Pereiro : M. Ferguson ;
- Christa Lang : Mme Ferguson.

Épisode 6
- Stéphane Freiss : Harry ;
- Ann-Gisel Glass : Caroline ;
- Viviane Vives (de) : Lola ;
- Jeremy Clyde (en) : Richard ;
- Christophe Bourseiller : Paul ;
- Rebecca Pauly (de) : Frances Price ;
- Elsa Zylberstein : Isabelle.

Épisode 7
- James Fox : Skipperton ;
- Jean-Pierre Cassel : De Gastine ;
- Maryam d'Abo : Maggie ;
- Simon de La Brosse : Jean ;
- Wladimir Yordanoff : Fuller ;
- Christian Charmetant : Ouvrier.

Épisode 8
- Richard Atkin : John ;
- Ralph Brown : Inspecteur détective Rollason ;
- David Charles : Sergent détective ;
- Barry Foster : Roger ;
- Russell Gomer (en) : Gendarme ;
- Jane Lapotaire : Betsey McCullough ;
- Jared Morgan : Réceptionniste de l'hôtel ;
- Melanie Walters (en) : Yvonne ;
- Nicol Williamson : Dr Stephen McCullough.

Épisode 9
- Paul Rhys : Adam Marshall ;
- Ingrid Held : Anna Farnes ;
- Christopher Fulford : Dusenberry ;
- Cathryn Harrison (en) : Mary ;
- Mark Wing-Davey (en) : Tom ;
- Gerrard McArthur ;
- Siân Rivers (en) : Réceptionniste ;
- Helen Spence ;
- Lowri Ann Richards : Cathy (comme Lawri Ann Richards) ;
- Gwenllian Davies ;
- Doug Rollins ;
- Nickie Rainsford : Sarah.

Épisode 10
- Ian Holm : Christopher Waggoner ;
- Eileen Atkins : Mrs Waggoner ;
- Murray Melvin : Mr Taylor ;
- Martin Troakes : Mike Lightbody ;
- Christopher Needs : Brian ;
- Iain Locke : Graham ;
- Alan Rowlands : Facteur ;
- Rob Jones : 1er journaliste ;
- Doug Rollins : 2e journaliste ;
- Matthew Guinness (en) : Wilmot ;
- Hubert Rees (en) : Docteur ;
- Victoria Burgoyne (en) : Louise.

Épisode 11
- Ian Richardson : Lee Mandeville ;
- Peter Vaughan : Winston Greeves ;
- Anna Massey : Kate Greeves ;
- David Waller (en) : Doug Graham ;
- Annabel Leventon (en) : Vicky ;
- Eileen Way (en) : Edna ;
- Philip Babot : Mort ;
- Andrea Thompson ;
- Robert Beach : Charlie ;
- Elinor Morriston : Louise.

Épisode 12
- Tuesday Weld : Jessica ;
- Daniel Olbrychski : Roger ;
- Max Morel ;
- Jesse Joe Walsh ;
- Philippe Guégan ;
- Jacques Martial ;
- Beatrice Conrad ;
- Catherine Mathely ;
- Annette Milsom ;
- Gladys Berry ;
- Julie Turin ;
- Clovis Cornillac : Le voyeur ;
- Chantal Neuwirth : La femme de l'aubergiste.